# Sogefi
Die Sogefi Group ist ein italienischer Automobilzulieferer mit Sitz in Mantua.

## Geschichte
Das Unternehmen wurde 1980 von der Compagnie Industriali Riunite (CIR)  mit Roberto Colaninno als erstem CEO gegründet. In den ersten Jahren stellte Sogefi Filter als Lizenznehmer von AlliedSignal her. 1986 und 1987 wurden die Federungshersteller Rejna, Mollificio Bresciano, Sidergarda (alle Italien) und Ateliers Métallurgiques de Saint Urbain (Frankreich) übernommen. 1996 baute Sogefi seine Stellung durch Übernahme von Luhn & Pulvermacher sowie Dittmann & Neuhaus (beide Deutschland) zur europäischen Marktführerschaft aus. 1999 wurde Allevard Ressorts Automobile übernommen.

## Produkte
Sogefi produziert Filter (Marken CoopersFiaam, FRAM und Purflux), Fahrwerkskomponenten (Marken Allevard-Rejna, LP-DN und United Springs) sowie Luftansaug- und Motorkühlsysteme.
Bei Fahrwerkskomponenten (Schraubenfedern, Stabilisatoren, Torsionsfedern, Druckstangen, Blattfedern und Kettenspanner) und Filtern zählt Sogefi zu den größten Herstellern weltweit.

## Struktur
55,60 % der Anteile an Sogefi werden von CIR gehalten.
Tochterunternehmen in Deutschland:
- Luhn & Pulvermacher – Dittmann & Neuhaus GmbH, Hagen
- Sogefi PC Suspensions Germany GmbH, Völklingen